# Paulina Górska z Krasińskich

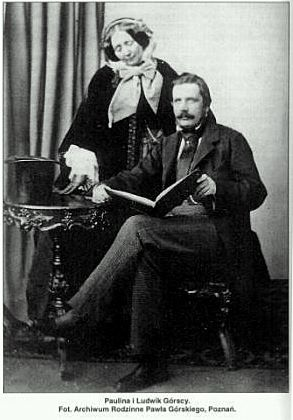
Paulina i Ludwik Górscy

Paulina Ludwika Emilianna Marianna Górska z Krasińskich herbu Ślepowron (ur. 28 czerwca 1816 w Radziejowicach, zm. 9 grudnia 1893 w Warszawie) – polska arystokratka, działaczka społeczna i charytatywna, prezeska Stowarzyszenia Miłosierdzia św. Wincentego a Paulo.

## Życiorys
Była córką Józefa Wawrzyńca Macieja hrabiego Krasińskiego z Krasnego herbu Ślepowron oraz Emiliany Anny Marianny Ossolińskiej z Balic h. Topór.
W 1844 wyszła za mąż za Ludwika Górskiego z Falęcina h. Bożawola. Ślub wzięli w kościele mariackim w Krakowie. W 1849 przenieśli się z Woli Pękoszewskiej (lub Uleńca) do otrzymanej przez Paulinę w posagu dwa lata wcześniej (po śmierci jej ojca) Sterdyni. W 1958 zakupili pobliski Ceranów. Szybko miejscowy dwór przekazali na siedzibę sióstr Zgromadzenia św. Feliksa, sprowadzonych dzięki znajomości dziedzica z o. Honoratem Koźmińskim. Felicjanki prowadziły tu szkołę i ochronkę dla sierot. W 1864 w wyniku kasaty zakonów po powstaniu styczniowym felicjanki opuściły Ceranów. Ochronki założone przez nie w Ceranowie, Sterdyni i Kurowicach, na terenie majątku Górskich, nadal działały.
W 1857 Górscy założyli szpital, który funkcjonował do 1906. Leczono tu rannych w bitwach pod Węgrowem i Siemiatyczami (6–7 lutego 1863). Mąż Ludwiki zaopatrywał powstańców w broń, wspomagał materialnie i chronił w swoich dobrach.
Górscy udostępnili dwór w Sterdyni miejscową bibliotekę oraz pozwolili najbiedniejszym się tu uczyć, wspierali materialnie seminaria duchowne, fundując stypendia dla alumnów.

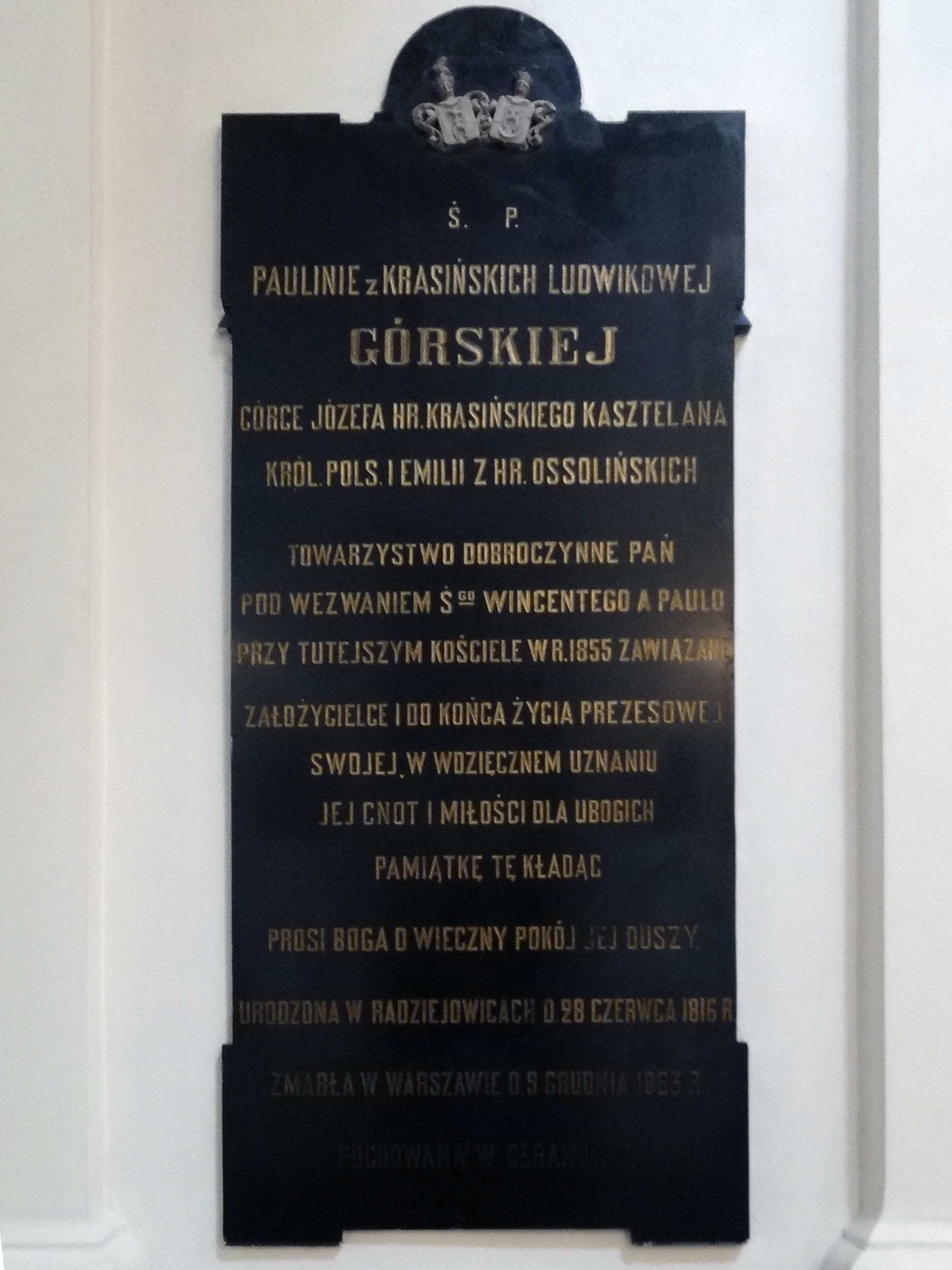
Tablica ku pamięci Pauliny Górskiej w kościele Świętego Krzyża w Warszawie

Dziedzice ufundowali w Ceranowie kościół parafialny, zbudowany w latach 1872–1875. Fundatorów upamiętniono na płaskorzeźbie w tympanonie kościoła, klęczących przed Maryją. W 1849 sfinansowali remont cerkwi w Seroczynie. W Sterdyni Górscy ufundowali kapliczkę z figurą Maryi (przy skrzyżowaniu dróg do Sokołowa Podlaskiego i Jabłonny Lackiej) na pamiątkę ogłoszenia dogmatu o Niepokalanym Poczęciu NMP. Figurę postawiono w 1856. W 1861 w Seroczynie Paulina Górska ufundowała kapliczkę, upamiętniając pożar, który w 1858 zniszczył połowę miejscowości. W 1878 w Studzieńcu z inicjatywy dziedziców powstała kaplica pw. św. Stanisława Kostki. W latach 80. XIX w. w lewej nawie kościoła pw. św.św. Piotra i Pawła w Warszawie małżeństwo ufundowało kaplicę pw. św. Franciszka z inkrustowanym ołtarzem dębowym. W kościele pw. Wszystkich Świętych przy placu Grzybowskim wznieśli ołtarz z obrazem „Błogosławieństwo dzieci”. Górscy ufundowali też świątynię w Zembrowie. Mąż Pauliny był nieoficjalnym łącznikiem Kościoła katolickiego w Królestwie Polskim z papieżami Piusem IX, Leonem XIII i Piusem X, stąd ich warszawski pałac przy ul. Foksal 8 nazywano „polskim Watykanem”.
W 1876 Górscy zbudowali w Ceranowie pałac otoczony parkiem, ogrodem i stawami rybnymi. W swoich majątkach, zamiast pańszczyzny, wprowadzili odpłatność za robociznę. Ludwik Górski przeprowadził jedną z pierwszych w kraju meliorację gruntów.
Od imienia Pauliny Górskiej pochodzi nazwa folwarku Paulinów w dobrach sterdyńskich. Istniała tu cegielnia oraz gorzelnia z łaźnią dla służby folwarcznej.
Od 1851 Paulina Górska opiekowała się Warszawskim Towarzystwem Dobroczynności. Przekazywała znaczne sumy na jego działalność. W 1854 wraz z mężem i dwoma kapłanami założyła w Warszawie, przy parafii pw. św. Krzyża, Towarzystwo Pań Miłosierdzia św. Wincentego à Paulo. Była to organizacja charytatywna. Na parceli Górskich, przy ul. Ordynackiej 4, powstała siedziba stowarzyszenia, apteka dla biednych oraz przytułek dla osieroconych dziewcząt. Paulina Górska była prezeską towarzystwa aż do swojej śmierci. Odwiedzała ubogich, przekazywała żywność, odzież, leki i pomoc finansową, wspomagała rannych powstańców i ich rodziny, organizowała zbiórki funduszy na działania towarzystwa.
Została pochowana w Ceranowie, w podziemiach kościoła.

## Upamiętnienie
Organizowane są spotkania i sesje popularnonaukowe jej poświęcone.